# Mogielnica
Mogielnica – miasto w Polsce, w woj. mazowieckim, w powiecie grójeckim.
Prawa miejskie uzyskała w 1317 roku, co czyni ją jednym z najstarszych miast na Mazowszu. Mogielnica, początkowo własność książęca, a następnie duchowna, w drugiej połowie XVI wieku należała do powiatu bielskiego w województwie rawskim. Historycznie związana z Mazowszem, przez wieki utrzymywała kontakty gospodarcze i administracyjne z Warszawą. Miasto leży nad rzeką Mogielanką, w dolinie rzeki Pilicy. Jest siedzibą gminy miejsko-wiejskiej Mogielnica oraz parafii, należącej do dekanatu mogielnickiego i do archidiecezji warszawskiej. 31 grudnia 2017 Mogielnica liczyła 2 294 mieszkańców.

## Położenie

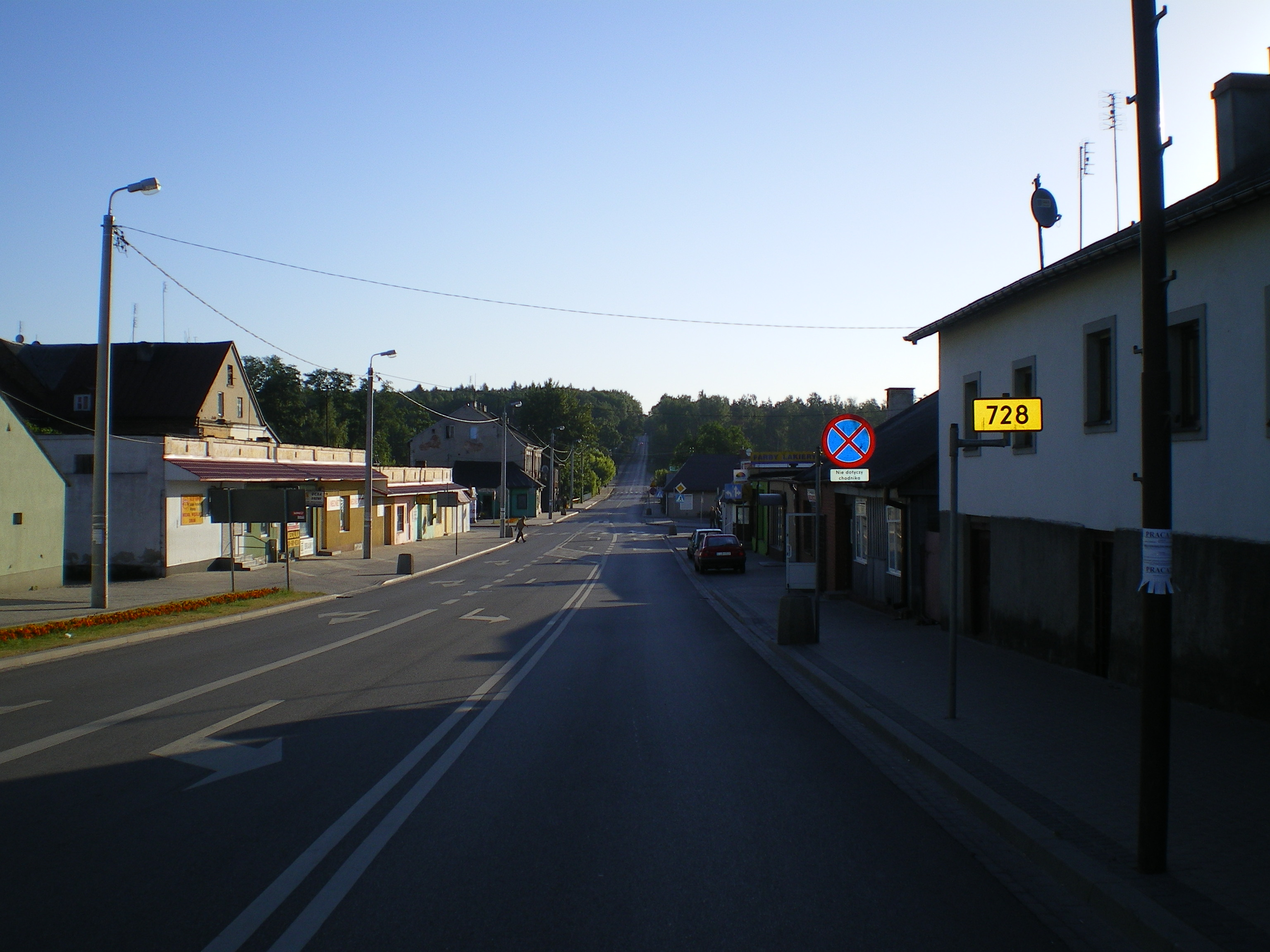
Droga 728 przebiegająca przez miasto

Mogielnica usytuowana jest w pasie Nizin Środkowopolskich, w południowej części Wysoczyzny Rawskiej. Przez miasto przepływa rzeka Mogielanka, największy lewy dopływ Pilicy. Miejscowość znajduje się na trasie drogi wojewódzkiej nr 728 Grójec – Jędrzejów, w pobliżu drogi ekspresowej S7, około 60 km na południe od Warszawy.

## Historia

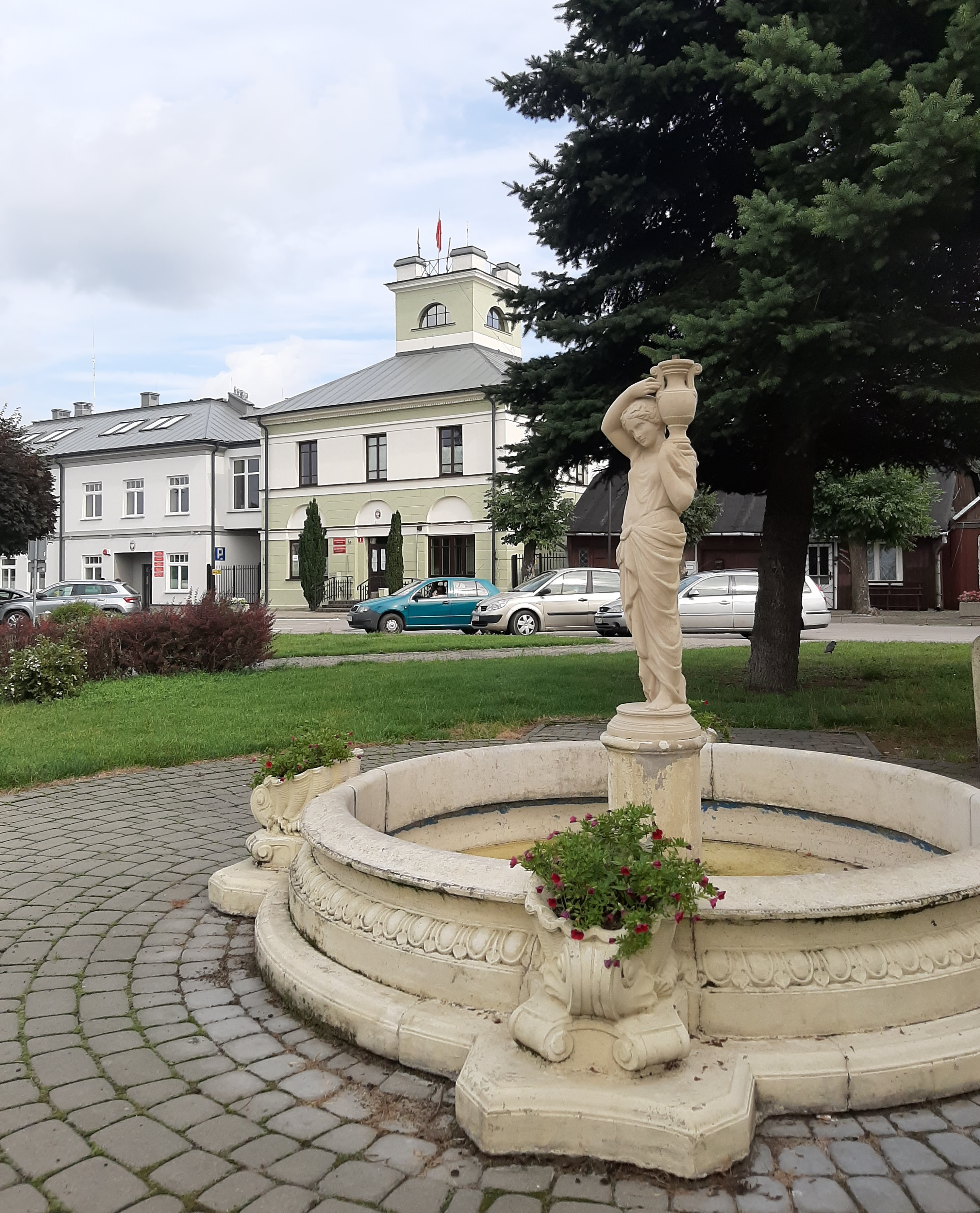
Rynek w Mogielnicy, w tle ratusz (fot. lato 2020).

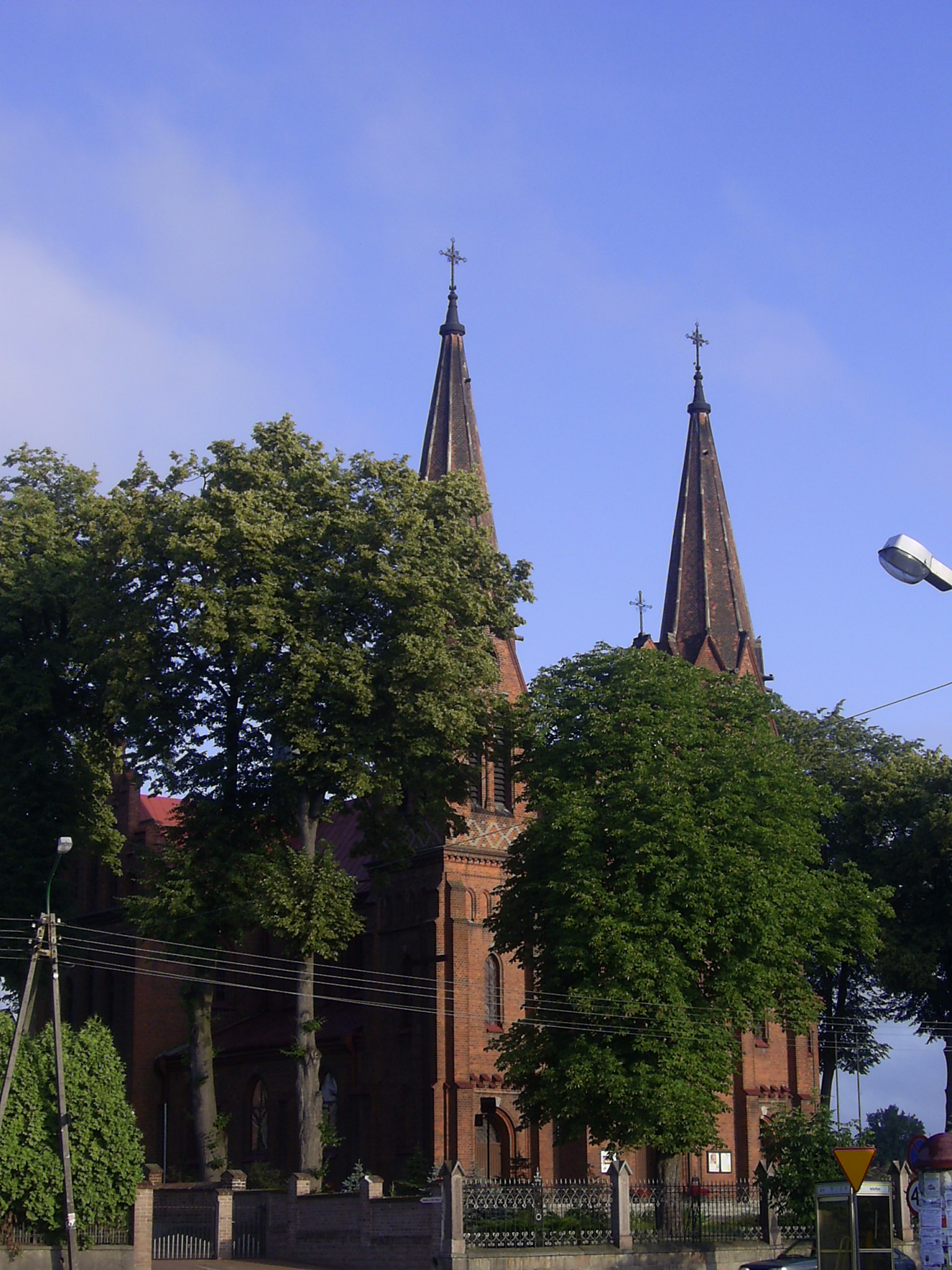
Kościół pw św. Floriana od strony Placu Poświętne

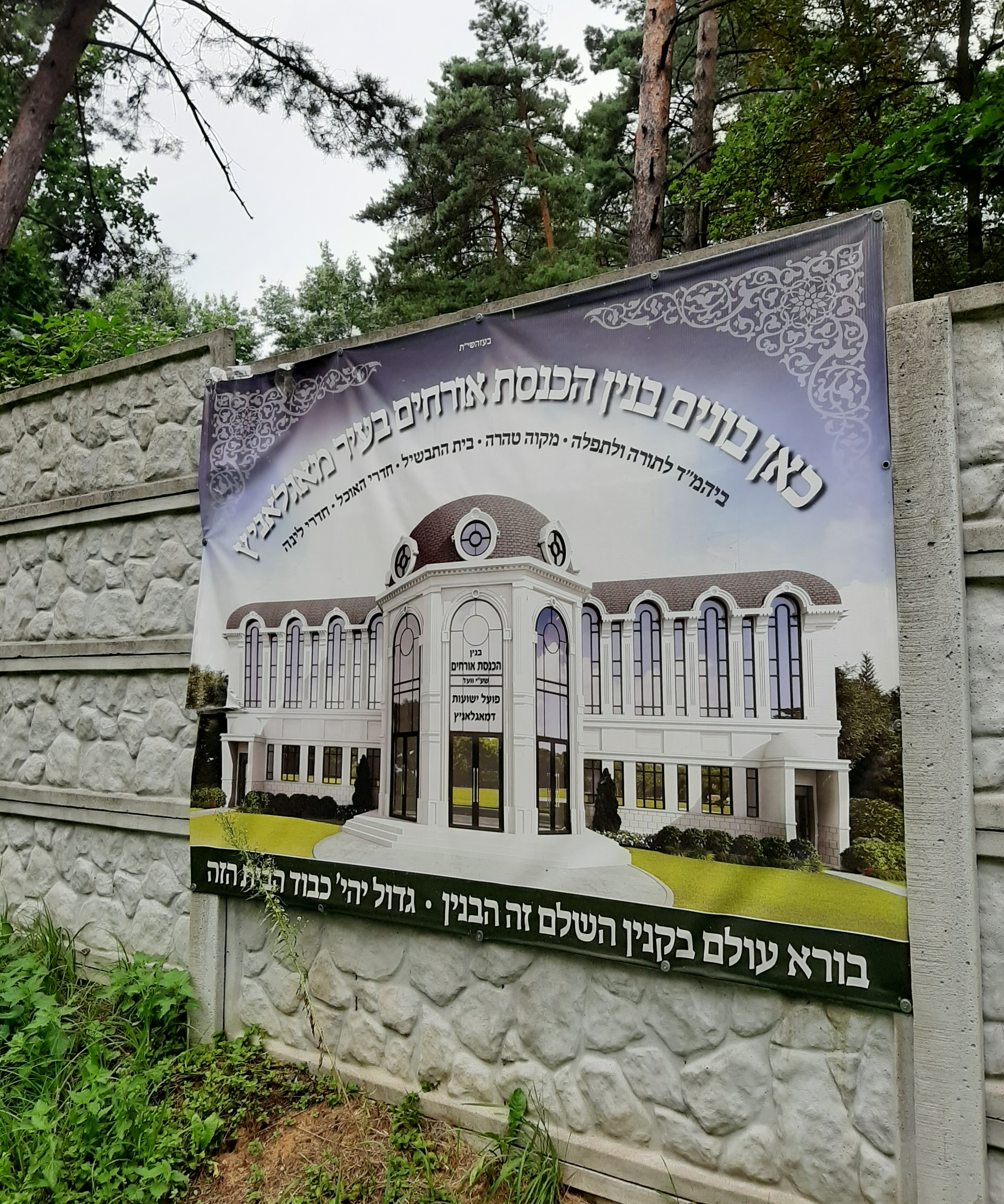
Wejście na cmentarz żydowski w Mogielnicy (fot. lato 2020)

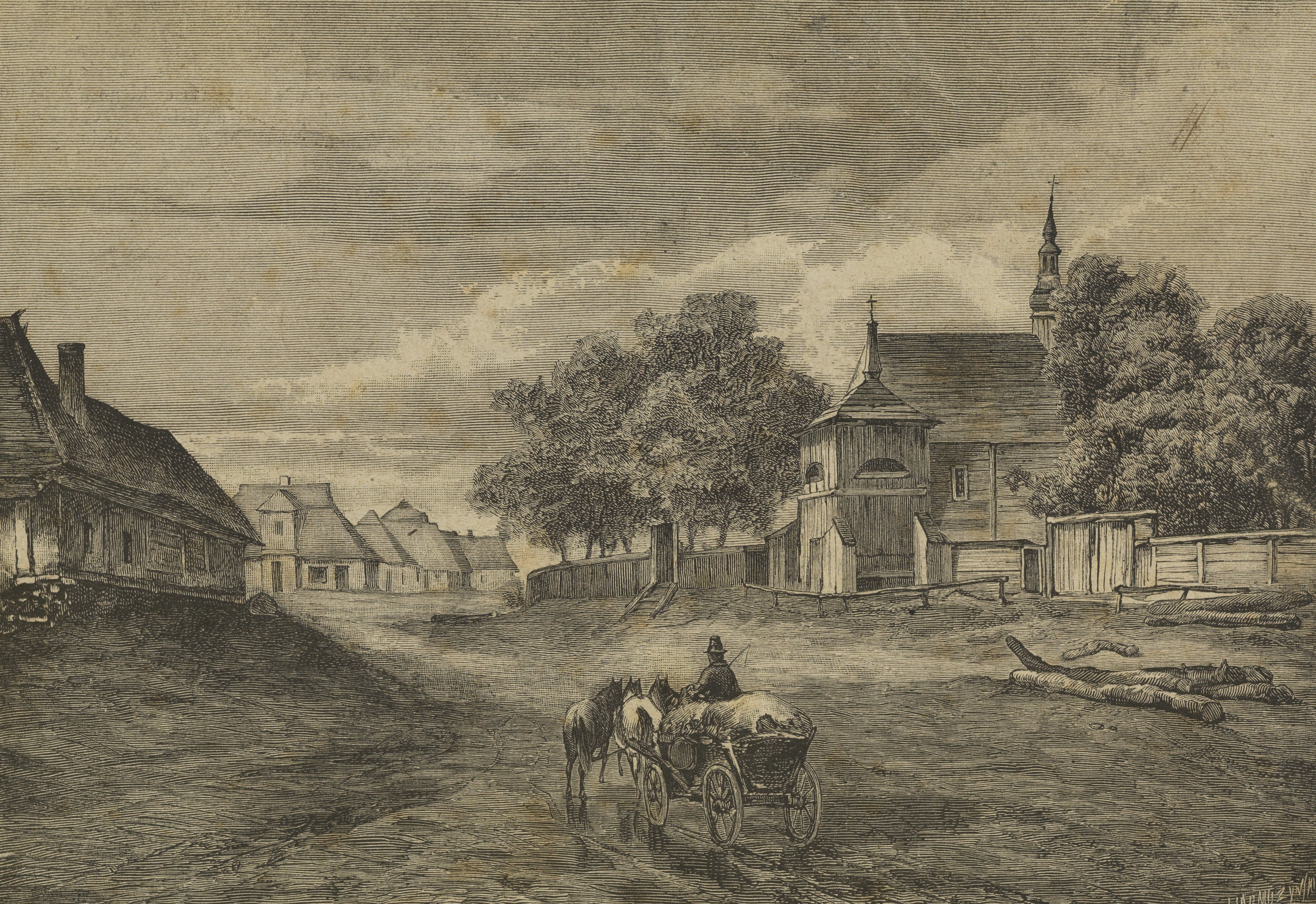
Widok Mogielnicy z 1882 r.

Mogielnica leży na dnie dość głębokiej doliny rzeki Mogielanki. Nazwa wywodzi się od obrazu terenu kopcowatego, mogilastego, w brzmieniu utrwalonym od zarania: Mquelnica, Mogilnica, Migielnica, Mogielnicza, Mogilnica i wreszcie Mogielnica. Z czasem osada książęca, która rozwijała się u przeprawy przez rzekę, którą przecinał trakt handlowy, zwany Krakowskim, wiodący z południa Polski przez Grójec do Czerska. Najwcześniejszą datą dotycząca Mogielnicy jest rok 1249. W tym czasie była to wieś, a właściwie osada należąca pierwotnie do księcia mazowieckiego i czerskiego Siemowita I, która drogą zamiany przeszła w 1249 r. na własność opactwa cysterskiego w Sulejowie.
13 stycznia 1317 r. Siemowit II, książę mazowiecki udzielił Mogielnicy pozwolenia na lokację na prawie średzkim. W ten sposób Mogielnica stała się jednym z najstarszych miast lokowanych na Mazowszu. Okres od połowy XIII do XIV w. można scharakteryzować jako pierwszy etap przebudowy istniejącej już wsi na układ miasta średniowiecznego. Proces ten przebiega w tym okresie w sposób rewolucyjny. Po wcieleniu ziemi rawskiej do korony (1462) miasto znalazło się w nurcie życia ogólnopolskiego, a królowie 1530-1792 bardzo często potwierdzają dawne przywileje Mogielnicy. Wieki XV i XVI to pomyślny rozwój handlu i rzemiosła, a zwłaszcza tkactwa oraz istniejących tu rzemiosł (krawcy, kuśnierze, kowale, szewcy, sukiennicy). Rozwijało się również garbarstwo i garncarstwo.
W 1564 r. w Mogielnicy jest 700 mieszkańców, z czego 120 to rzemieślnicy. Na zachowanym odcisku pieczęci rady miejskiej z 1317 r. znajduje się wyobrażenie – herbu Mogielnicy, które w niezmiennej postaci przetrwało do naszych czasów. Od połowy wieku XVII do poł. wieku XIX Mogielnica przeżywa czasy swojego upadku, który zaczął się od zniszczeń dokonanych przez wojnę szwedzką 1655-1660 z których miasto dźwiga się bardzo powoli o czym świadczy liczba domostw, która z ponad 100 później wynosi zaledwie 49. Dopiero późniejsze lata przynoszą ożywienie gospodarcze i rozbudowę miasta ok. 101 domów (1797).
Po III rozbiorze Polski Mogielnica znalazła się w tzw. Prusach Południowych, a w latach 1806-1815 w Księstwie Warszawskim, w obrębie departamentu warszawskiego, a 1815-1918 pod zaborem rosyjskim. Względna stabilizacja miasta następuje po 1820 r. (prawie 1700 mieszkańców, w tym 670 Żydów). Na miejsce klasztoru cystersów powstaje obecny kościół parafialny (1892-1895). Rozwijało się rzemiosło i drobny handel, powstało pięć garbarni. Przeważali jednak rolnicy, którzy pod koniec XIX w. wyspecjalizowali się w sadownictwie i warzywnictwie. Po Powstaniu Styczniowym Mogielnica straciła prawa miejskie, stając się osadą o statusie gminy.
Tuż przed zakończeniem I wojny światowej miejscowość otrzymała połączenie kolejowe z Warszawą przez Grójec (Piaseczyśko-Grójecka Kolej Wąskotorowa). W 1924 przedłużono linię, aż do Nowego Miasta nad Pilicą. Prawa miejskie Mogielnica odzyskała w 1919 r. po odzyskaniu przez Polskę niepodległości. Były tu wówczas dwie szkoły podstawowe, trzy biblioteki, czytelnie, świetlica a następnie Państwowe Seminarium Nauczycielskie (po 1945 r. reaktywowano je w formie – liceum Pedagogicznego).
Podczas okupacji niemieckiej doszło do masowej eksterminacji mieszkańców Mogielnicy, której znaczną część stanowili Żydzi. Były też mordy na Polakach w związku z aktywnie działającą partyzantką w niedalekich lasach. W 1943 r. oddział Narodowych Sił Zbrojnych zlikwidował 5 komunistów z Polskiej Partii Robotniczej.
Podczas okupacji hitlerowskiej, w listopadzie 1940 roku Niemcy utworzyli getto dla żydowskich mieszkańców. Przebywało w nim około 2800 Żydów. W lipcu 1942 zostali wywiezieni do getta w Warszawie, a stamtąd do obozu zagłady Treblinka II i tam zamordowani.
Po wojnie na pl. Wolności zbudowano pomnik ku czci żołnierzy polskich i radzieckich poległych w walkach z hitlerowcami.
Od 1950 roku obserwuje się wyhamowanie wzrostu liczby ludności. Od 1978 organizowana jest Mogielnicka Wiosna Kulturalna, festiwal, na którym prezentują się lokalne talenty oraz muzyka rockowa, jazzowa i imprezowa, a tradycja tego wydarzenia trwa do dziś.

## Demografia

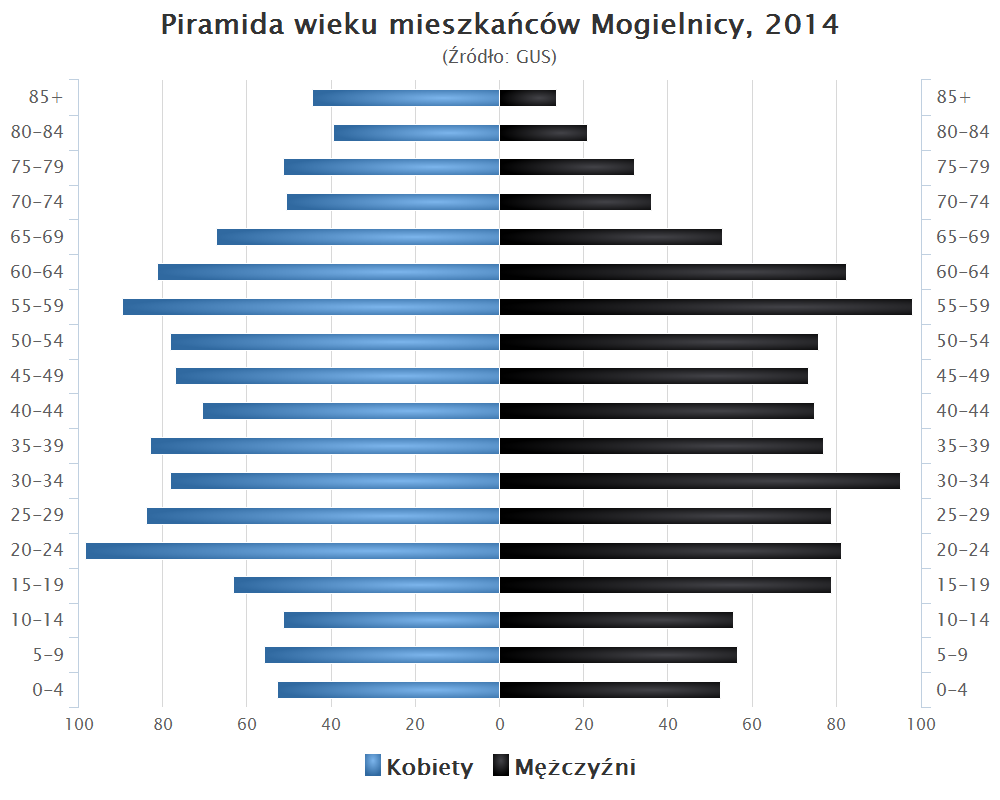
Piramida wieku mieszkańców Mogielnicy w 2014 roku

Liczba mieszkańców Mogielnicy na przestrzeni lat.

## Polityka

### Władze
Mogielnica jest siedzibą gminy miejsko-wiejskiej Mogielnica. Zgodnie z ustawą o samorządach z 1990 roku, gmina posiada Burmistrza Miasta i Gminy (pierwszym burmistrzem w latach 1990-1998 był Bogumił Tul) – organ władzy wykonawczej i Radę Miejską – organ władzy stanowiącej i kontrolnej. Burmistrzem od 1998 jest Sławomir Chmielewski. Funkcje burmistrza pełnił on do 2024, obecnie funkcje burmistrza pełnił Robert Lipiec. 

## Gospodarka
W ramach działalności gospodarczej w regionie obecne są przemysł oraz rzemiosło, w tym tradycyjne branże takie jak szewstwo, cholewkarstwo i garbarstwo. Mogielnica kontynuuje swoje długoletnie tradycje w tych dziedzinach, a także w przetwórstwie owocowo-warzywnym.
Największymi zakładami regionu są:
- Zakład Przemysłu Cukierniczego „IGA” w Mogielnicy – produkcja wyrobów cukierniczych
- „Dinter i Döhler” sp. z o.o. Zakład w Kozietułach Nowych – przetwórstwo owoców
- ZPOW „ARED” w Mogielnicy – przetwórstwo owoców i warzyw
- „PIETRUCHA” – zakład przemysłu chemicznego
- „REFRESCO” sp. z o.o. Zakład w Kozietułach Nowych – wytwórnia soków i napojów
- PPUH „OLA” w Mogielnicy

## Architektura

### Obiekty zabytkowe
Wpisane do rejestru zabytków:

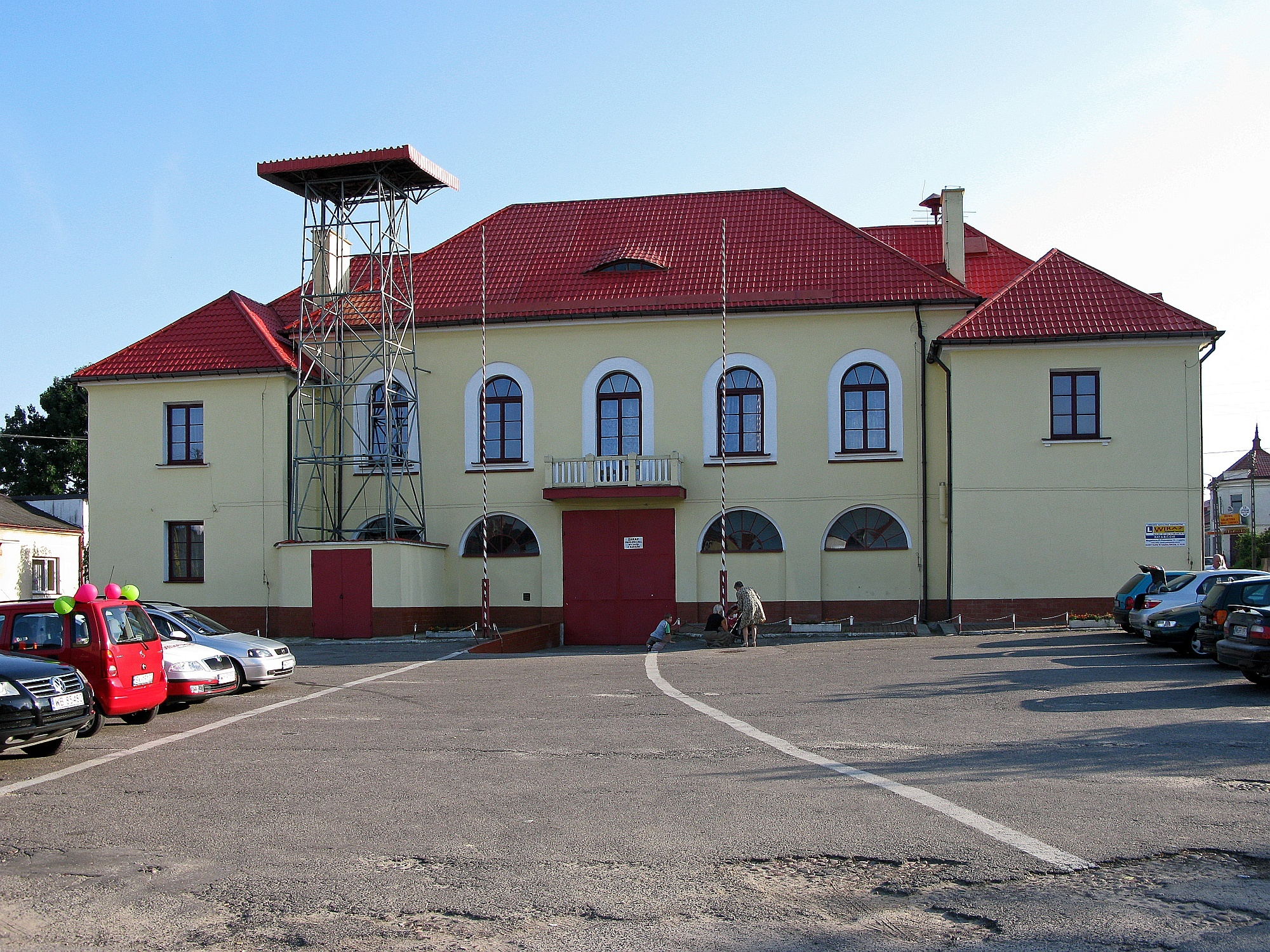
Remiza strażacka

- kościół parafialny pod wezwaniem św. Floriana powstały w XIX w.
- kościół pod wezwaniem Świętej Trójcy wybudowany w XVIII w.
- cmentarz żydowski znajdujący się przy ulicy Polesie
- klasycystyczny ratusz z XVIII w.
- budynek straży pożarnej, pl. Poświętne
- stajnia z chlewnią i suszarnią przy ul. Krakowskie Przedmieście
- dworzec kolejowy
- urbanistyczny układ miasta

### Pomniki

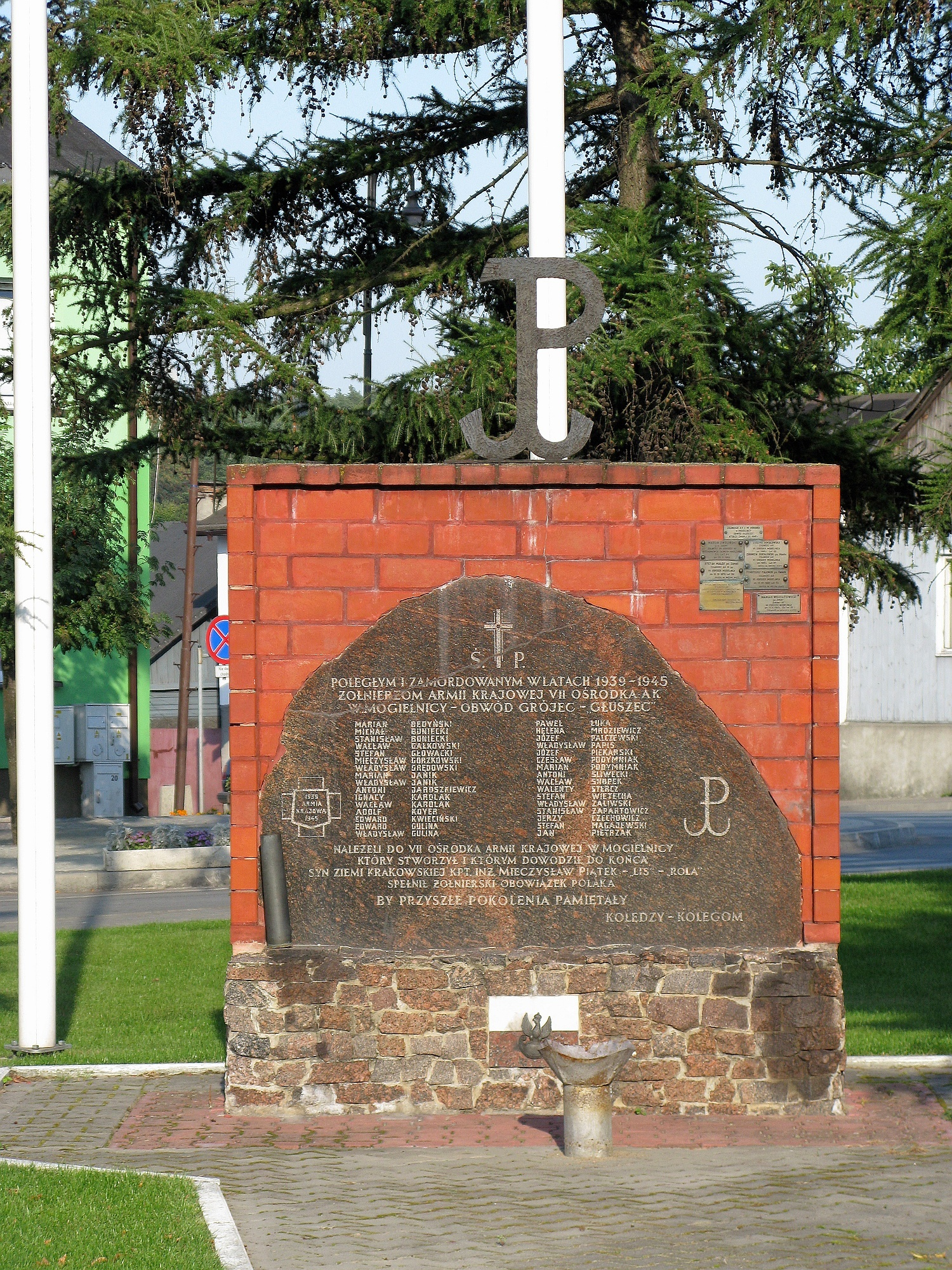
Tablica upamiętniająca poległych żołnierzy Armii Krajowej

- Pomnik Jezusa Frasobliwego autorstwa Franciszka Strynkiewicza znajdujący się przy Zespole Szkół Ogólnokształcących
- Pomnik Jana Pawła II przy kościele św. Floriana
- Pomnik Matki Boskiej przy kościele św. Floriana, postawiony 15 sierpnia 1948,
- Tablica upamiętniająca poległych i zamordowanych żołnierzy Armii Krajowej w latach 1939–1945, znajdująca się na placu przy ulicy Grójeckiej
- Tablica upamiętniająca pomordowanych w Katyniu

## Oświata i nauka

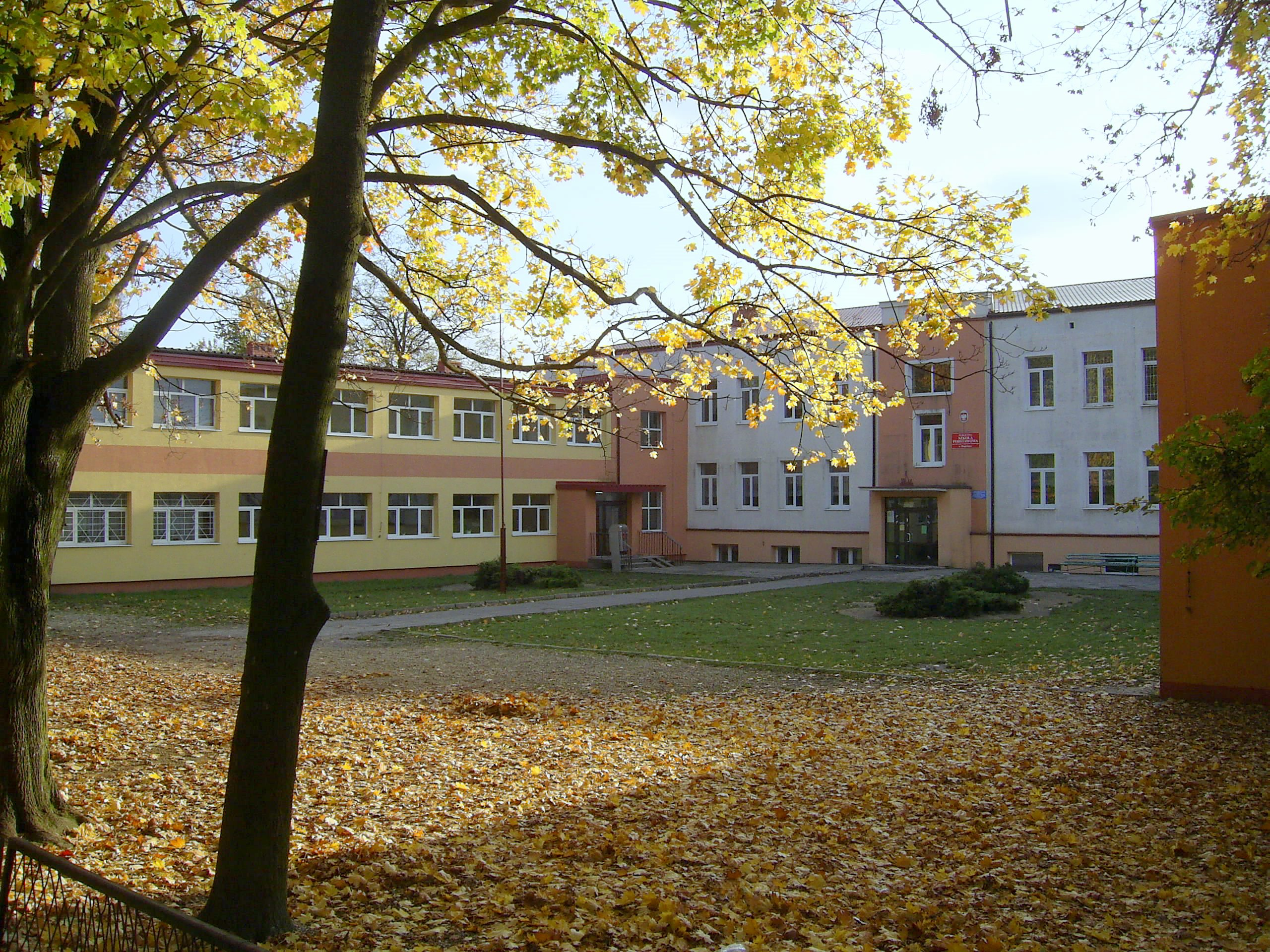
Szkoła podstawowa im. Józefa Piłsudskiego

W Mogielnicy znajdują się następujące szkoły: Publiczna Szkoła Podstawowa nr 1 z Oddziałami Dwujęzycznymi, Publiczna Szkoła Podstawowa nr 2 im. Józefa Piłsudskiego, Publiczne Liceum Ogólnokształcące im. Jana Kilińskiego oraz Publiczna Szkoła Branżowa I Stopnia. W samej gminie znajdują się także inne placówki edukacyjne, w tym w Borowem, Kozietułach i w Michałowicach, oferujące różnorodne programy nauczania.

## Religia
W mieście przeważają katolicy. W Mogielnicy mieści się siedziba dekanatu mogielnickiego, archidiecezji warszawskiej, zrzeszającego sześć okolicznych parafii, w tym parafię św. Floriana w Mogielnicy. W mieście znajduje się cmentarz parafialny. Pochowani na nim zostali m.in. Wincenty Dobiecki, generał brygady powstania listopadowego oraz Kasper Pleciński (zmarły 1852 r.), burmistrz Mogielnicy. Cmentarze znajdują się także w pozostałych parafiach wchodzących w skład dekanatu. W mieście istniała przed wojną silna tradycja żydowska, która miała duży wpływ na jego życie społeczne i kulturalne. Obecnie odbywają się sezonowe wydarzenia związane z żydowskimi tradycjami, a cmentarz żydowski pozostaje miejscem odwiedzanym przez potomków dawnych mieszkańców.
Na cmentarzu katolickim usytuowana jest niewielka kaplica pw. Świętej Trójcy, wzniesiona pod koniec XV wieku.

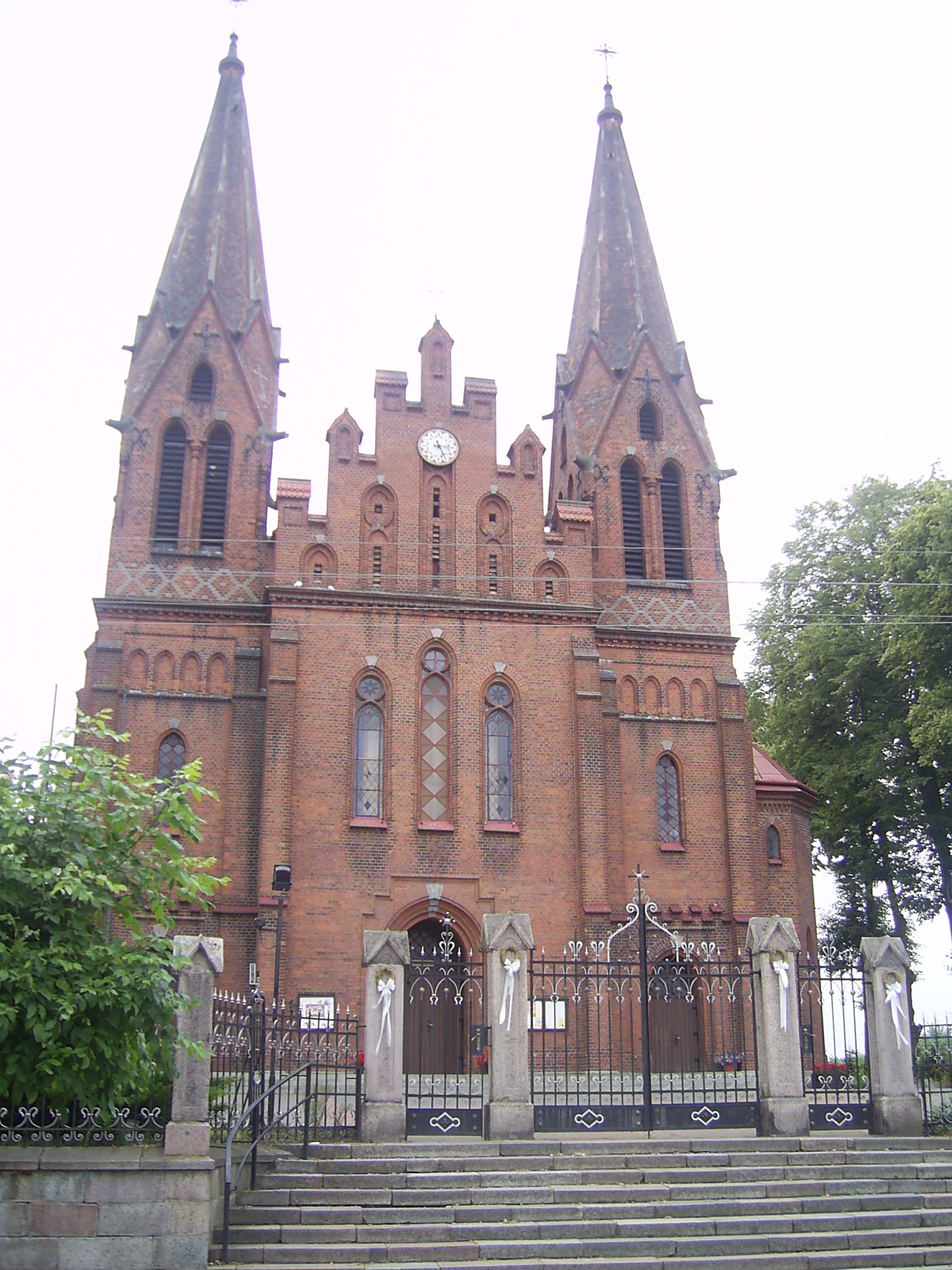
Kościół pw św. Floriana z XIX w.
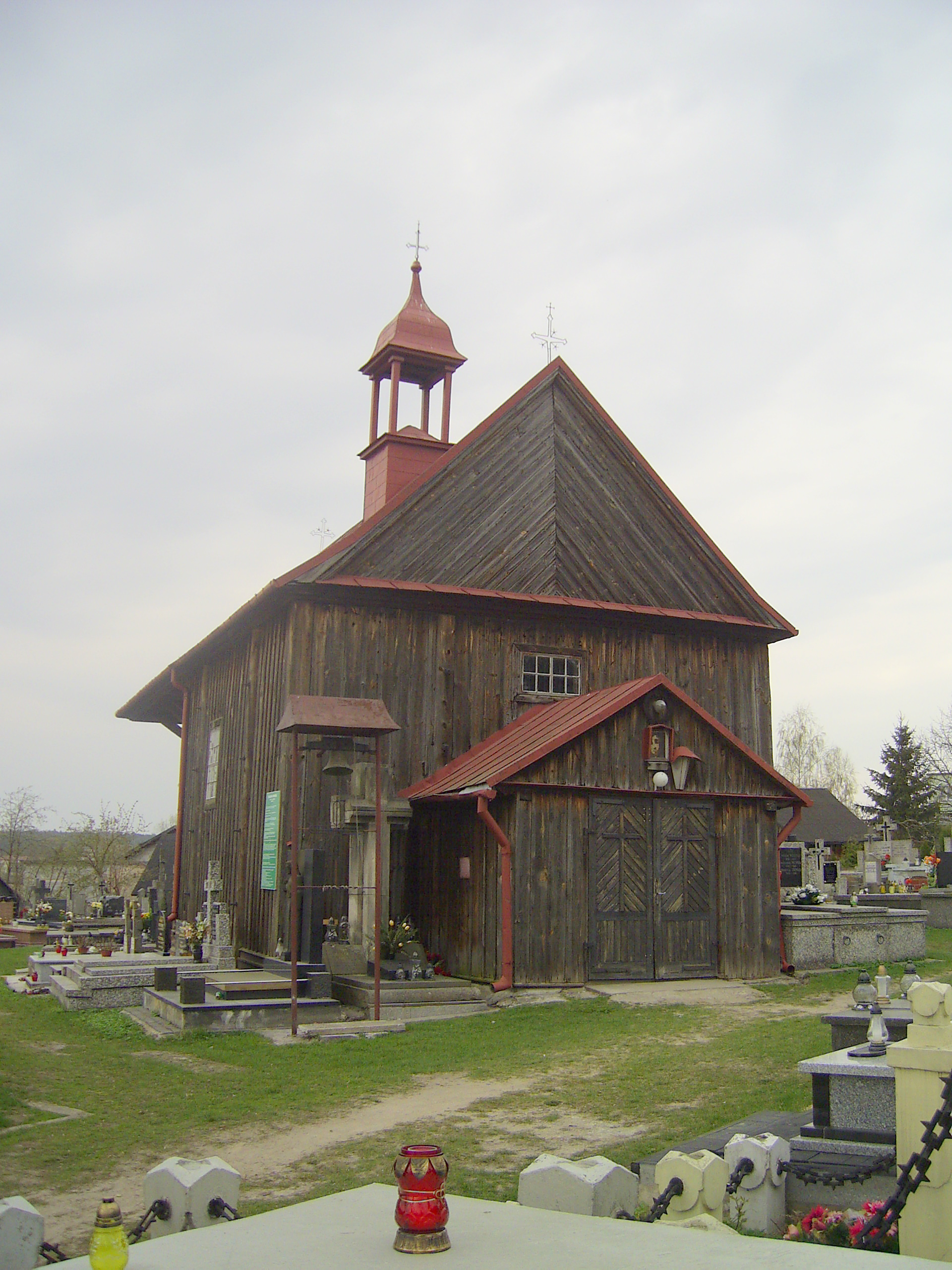
Kościół pw Świętej Trójcy z XVIII w.
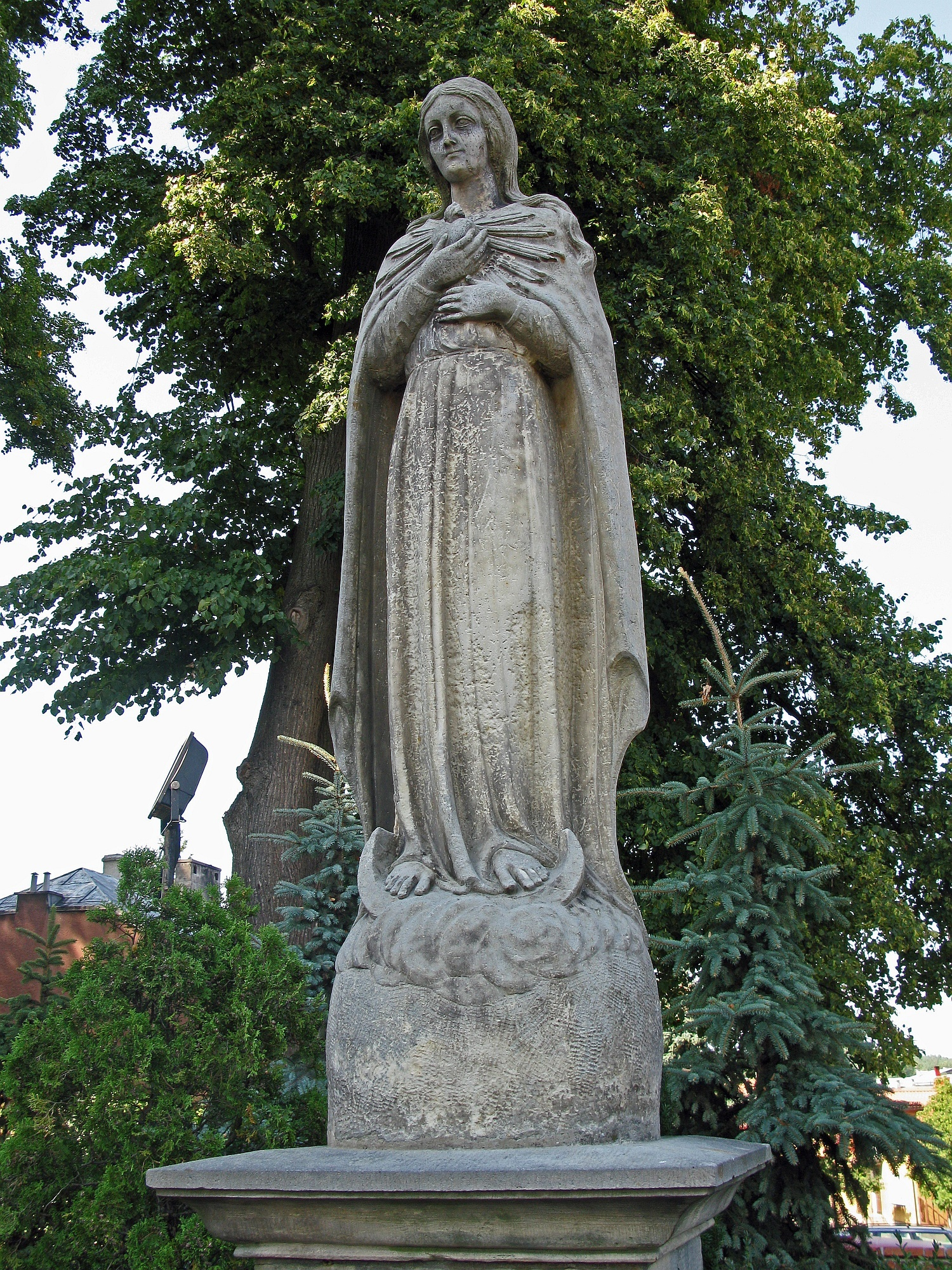
Pomnik Matki Boskiej

## Sport i rekreacja
W 1920 r. powstał amatorski klub piłkarski KS Mogielanka. Od sezonu 2002/2003 występujący w lidze okręgowej. Pomimo tego najbardziej rozwijającą się dyscypliną w gminie jest siatkówka. Działa tu klub siatkarski KS Mogielanka Perła Złotokłos, który w 2007 roku zaczął rozgrywki w trzeciej lidze. Wcześniej drużyna przez 3 lata brała udział w rozgrywkach Amatorskiej Ligi Piłki Siatkowej w Grójcu rokrocznie zajmując miejsce na podium. Drużyna składa się przede wszystkim z absolwentów i uczniów szkół w Mogielnicy jak również z mieszkańców miasta i okolicznych miejscowości. Poza tym w Mogielnicy działa sekcja ringo i tenisa stołowego.